# 原山理一郎
原山 理一郎（はらやま りいちろう、1965年10月25日 - ）は、日本のアナウンサー、テレビプロデューサー。
滋賀県出身。1989年4月、TBSに一般職採用入社、第23期生アナウンサーとして放送界にデビュー。その後、アナウンス職を離れる。報道局社会部を経て情報制作局情報センター情報一部（旧・TBSライブ）所属時に事件リポーターとして活躍した。

## 来歴
1989年4月、TBSに一般職採用入社、第25期生アナウンサーに。同期入社にはアナウンサーの小林豊、斎藤哲也、小笠原保子、福島弓子がいる。アナウンサーとしては主にニュース・報道・情報番組を担当。1991年、報道局社会部に異動しアナウンス職を離れる。『ブロードキャスター』（主にブロードキャスター事件簿のコーナー）に、レポーターとして1995年から出演したが、スタジオに生出演したり中継先から顔を出すことは滅多になく、番組エンディングのスタッフロールにも氏名が記載されなかった。
「ブロードキャスター」は2008年9月に終了したが、原山の出演は8月までだった（9月は事件簿を別の番組スタッフが担当）。10月以降は「2時っチャオ!」のプロデューサー（10数人いる中の一人）に就任。2010年春現在はTBSチャンネルメディアビジネス局営業統括の職に就いている。

## 出演番組
- JNNフラッシュニュース
- ブロードキャスター（1991年 - 2008年8月）レポーター

## 制作番組
- 2時っチャオ!プロデューサー